# 2002 GB32
2002 GB32 est un objet du disque des objets épars.

## Caractéristiques
2002 GB32 mesure environ 127 kilomètres de diamètre.